# Jaume de Santcliment
Jaume (III) de Santcliment (Barcelona, segle XIV - 1368) va ser un ciutadà honrat català del llinatge dels Santcliment. Era fill de Pere (II) de Santcliment i pertanyia a una de les famílies més poderoses de l'oligarquia urbana de Barcelona. Va ser conseller de Barcelona el 1335 i el 1338. L'any 1345 fou membre del Consell de Cent i apareix com a jurat els anys 1354, 1358, 1360, 1361, 1362, 1365, 1365, 1366 i 1367; el 1361 fou elegit obrer de la ciutat.

## Família i descendència
Tot i que la reconstrucció de l'arbre genealògic dels Santcliment és difícil, probablement aquest Jaume, tercer del mateix nom a la família, sigui el fill de Pere (II) i Sança Dusai, cosí germà per tant de Jaume (II), fill de Bernat (II), i nebot de Jaume (I), fill de Pere (I), ja que aquests altres dos Jaumes foren eclesiàstics —segur Jaume (I), canonge i cabiscol de Barcelona, probablement Jaume (II)— i, per tant, no pogueren exercir càrrecs municipals.
Es casà amb Francesca Granyana, filla de Jaume de Granyana i Constança, que en enviudar es va esposar de nou amb Bernat Marquet. En morir deixà un fill, que potser també s'anomenà Jaume (IV).